# Резон, Фридрих Вильгельм Альбрехт Карл Максимилиан
Фридрих Вильгельм Альбрехт Карл Максимилиан Резон, с 1787 фон Резон (13 января 1726, Кобург — 20 ноября 1791, Митава) — курляндский государственный деятель и учёный, родоначальник российского дворянского рода Резон.

## Семья
Отец — Жан Фердинанд Резон (1680-е годы, Париж — 3 декабря 1764, Кобург), был французским беженцем и дважды был женат. У него было девять детей в его первом браке (Фридрих Вильгельм был шестым ребенком) и пятеро детей во втором.
Мать — Шарлотта Резон (урождённая Бадон) умерла 26 апреля 1736 года в Йене.
23 февраля 1772 года Фридрих женился на Анне Софи Рекке в Митау. В браке у них было шесть детей:
1. Фридрих Сигизмунд фон Резон (26 ноября 1773 года, Митава — умер до 1800 года)
2. Иоганн Георг Вильгельм фон Резон (13 января 1775, Митава — 1 июня 1836, Грос-Ауц)[2]
3. Шарлотта Софи фон Резон (7 июля 1776, Митава — 7 марта 1777, Митава)
4. Шарлотта Кристиана фон Резон (11 марта 1778, Митава — 1795, Дрезден), супруга доктора К. Х. Шимана
5. Карл фон Резон (30 января 1780, Митава — 3 августа 1811, Шварден)
6. Доротея Генриетта фон Резон (1 июля 1786, Митава — 16 апреля 1790, Митава)

## Образование
Изучал право в Йенском университете.